# Ван дер Хейде, Гер
Гер ван дер Хейде (нидерл. Ger van der Heide; родился 30 октября 1959 года, Роттердам), также известный как Герри ван дер Хейде (нидерл. Gerrie van der Heide) — нидерландский футболист, игравший на позициях полузащитника и защитника, выступал за команды «Спарта» и СВВ.

## Биография
Гер ван дер Хейде воспитанник футбольного клуба «Спарта» из Роттердама. Летом 1979 года подписал с клубом контракт. В чемпионате Нидерландов дебютировал 27 января 1980 года в гостевом матче против «Харлема», выйдя в стартовом составе — встреча завершилась поражением его команды со счётом 5:3. В следующем туре вышел на замену в домашнем матче с АЗ’67, заменив на 73-й минуте Рене ван дер Гейпа. В сезоне 1980/81 на его счету было три сыгранных матча в чемпионате.
Летом 1981 года перешёл в клуб СВВ из Схидама, который выступал в первом дивизионе. В составе клуба играл на протяжении трёх сезонов, а летом 1984 года отправился в любительский клуб РСВ ХИОН из Роттердама. Позже выступал за любительский состав «Спарты», команды Нептюнус и «Де Мюссен».
Женат, проживает в Бергсенхуке.